# Театр Сондхайма

«Теа́тр Со́ндхайм» (англ. Sondheim Theatre, бывший Теа́тр Короле́вы) — театр в Вест-Энде, Лондон, Великобритания. Расположен на углу улиц Шафтсбери-авеню и Уордор. Принадлежит театральной компании «Delfont Mackintosh Theatres».

## История
Изначально театр планировалось назвать «Центральным» (англ. The Central Theatre), но после долгих дебатов было решено дать ему имя «Театр Королевы», а в его фойе разместить портрет Александры Датской.
Первой постановкой на сцене театра стала комедия «Сахарница» Мадлен Люсетты. Однако спектакль был плохо принят публикой: было сыграно всего 36 представлений. Сам же театр получил восторженные отзывы. Например, издание «The Stage» написало следующее:
Двухуровневое здание «Королевы» вмещает около 1200 человек, что в деньгах составляет примерно 300 фунтов стерлингов. Стены и крыши представлены в бело-золотой гамме, ковры и обивка — в зелёной, а занавес — из очаровательного бархата. Фойе очень просторное и с высокой прихожей, ведущей в партер; одна красивая мраморная лестница лестница возносит к бельэтажу; а на самом верху есть прекрасный просторный салон. Зрительный зал приятно освещается электрическими лампами и люстрой.
В последующие годы на сцене театра зрители могли наблюдать таких известных талантов, как: Пегги Эшкрофт, Фреда и Адель Астер, Таллула Бэнкхед, Кеннета Брана, Генри Даниэля, Ноэла Каурда, Марлен Дитрих, Джона Гилгуда, Фэрбенкса Дугласа (мл.), Эдит Эванс, Роберта Доната, Седрика Хардвика, Джека Хокинса, Найджела Хоторна и многих других.
В сентябре 1940 года немецкая бомба угодила прямо в театр, уничтожив фасад и фойе. В это время шёл спектакль «Ребекка» Дафны Дюморье. В последующие двадцать лет театр был закрыт. Восстановлением занималась компания «Westwood Sons & Partners», потратив 250 тысяч фунтов стерлингов. Декор зрительного зала сохранили согласно первоначальной задумке, а вот остальным помещениям и фасаду здания придали современный вид. Реконструированный театр открылся 8 июля 1959 года сольным выступлением Джона Гилгуда. Его программа «Эпохи человека» состояла из речей и сонетов Шекспира. 
В июне 1972 года здание театра было внесено в список Английского наследия.
С апреля 2004 года «Королева» стала площадкой для мюзикла «Отверженные», который переехал сюда из соседнего театра «Палас». 8 октября 2005 года постановка отметила двадцатилетие проката в Вест-Энде, а через год стала самым продолжительным шоу в истории Вест-Энда, побив рекорд прошлого лидера — мюзикла «Кошки».
В июле 2019 года театр закрылся на масштабную реставрацию, «Отверженные» переместились в концертном исполнении на сцену близлежащего театра Гилгуд. Театр открылся 18 декабря 2019 года под новым именем — театр Сондхайма, названный так в честь одного из величайших композиторов музыкального театра современности Стивена Сондхайма.

## Основные постановки театра
- 2001: «Хоббит»
- 2002: «Тайны»; «Умоджа: Дух единения»; «Контакт»
- 2003: «Шоу ужасов Рокки»; «Киберджем»
- 2004: «Отверженные» (переехала из «Дворцового театра»; текущая)

## Фотогалерея

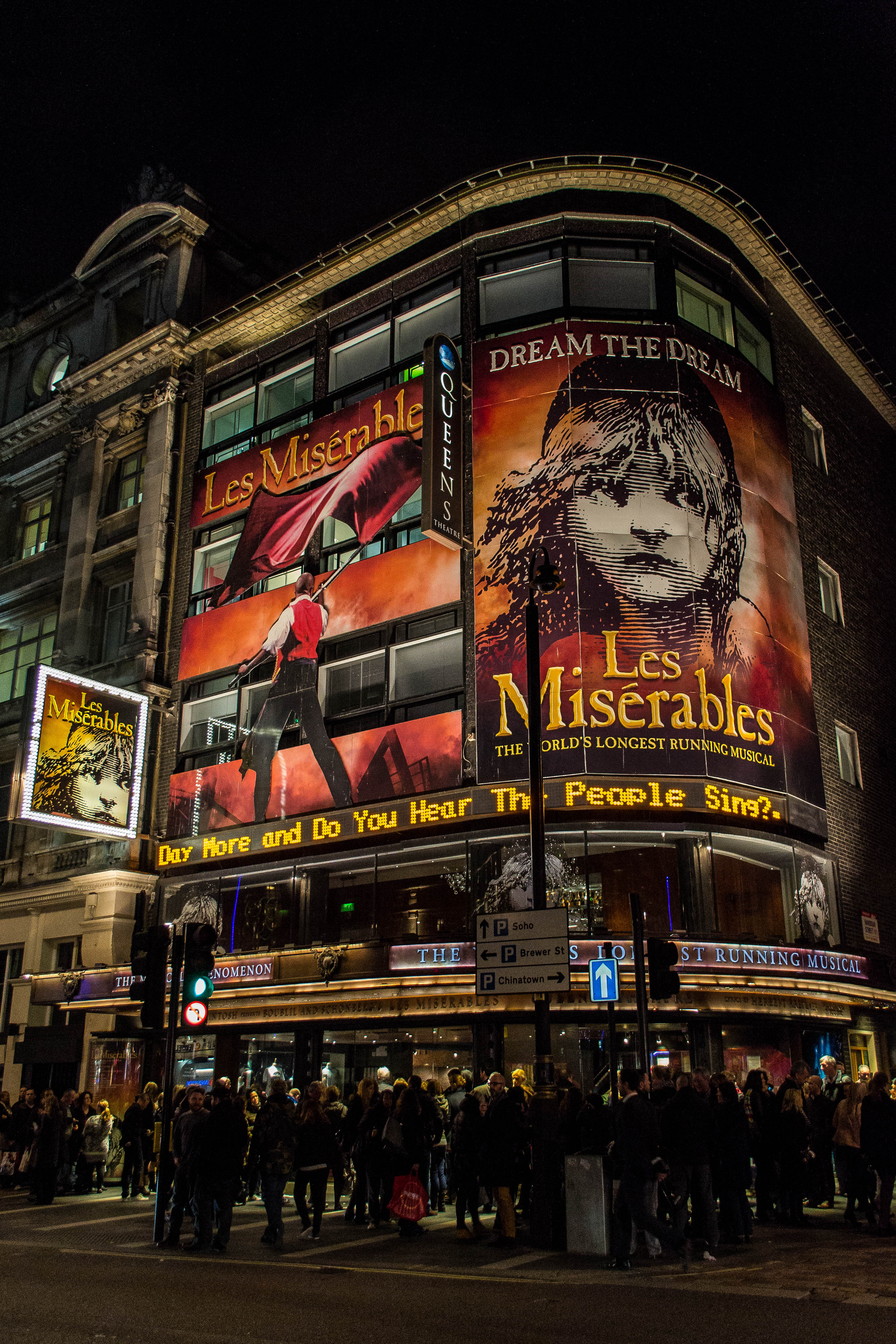
Здание театра в вечерних огнях.
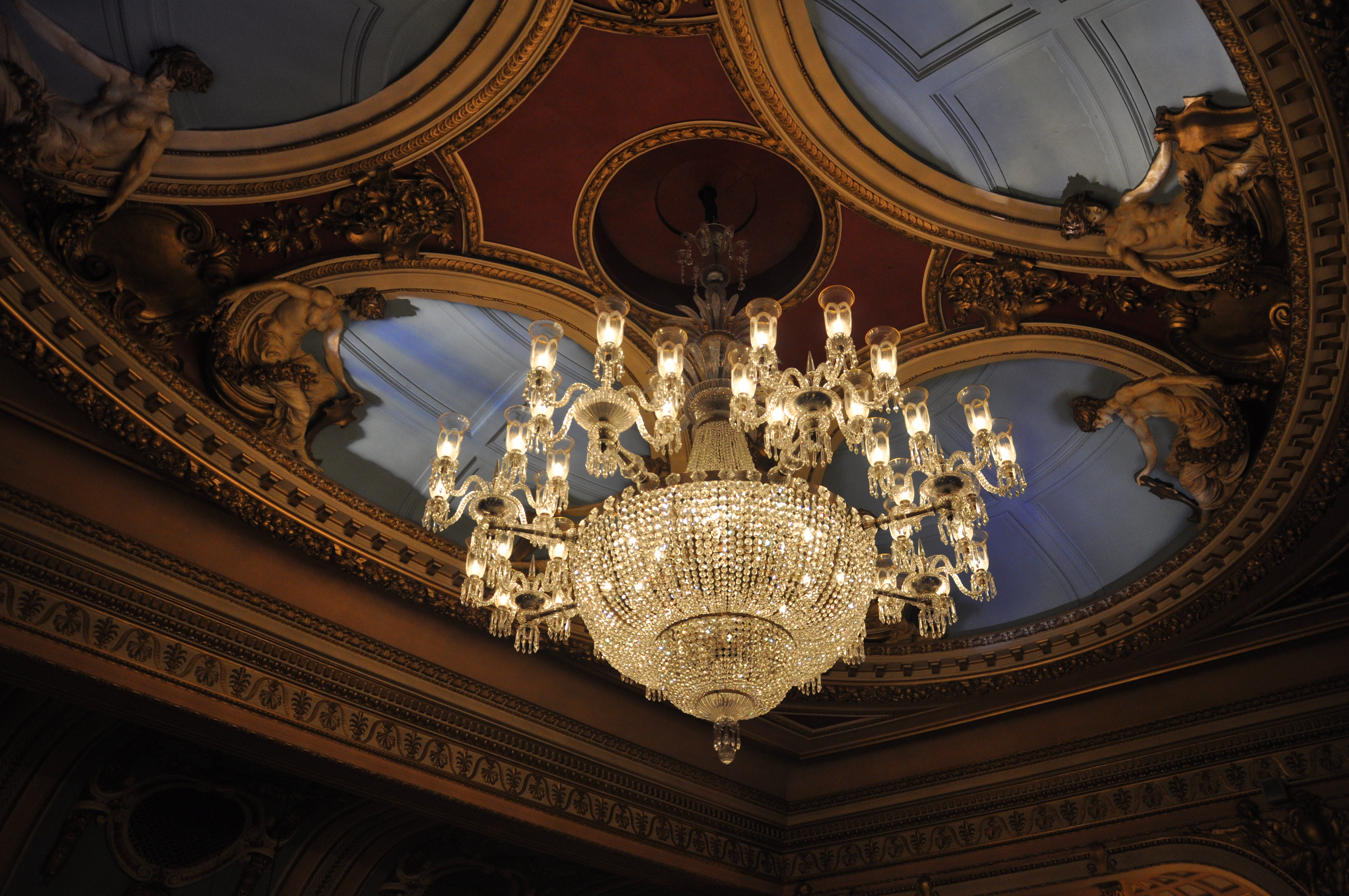
Люстра над зрительным залом.
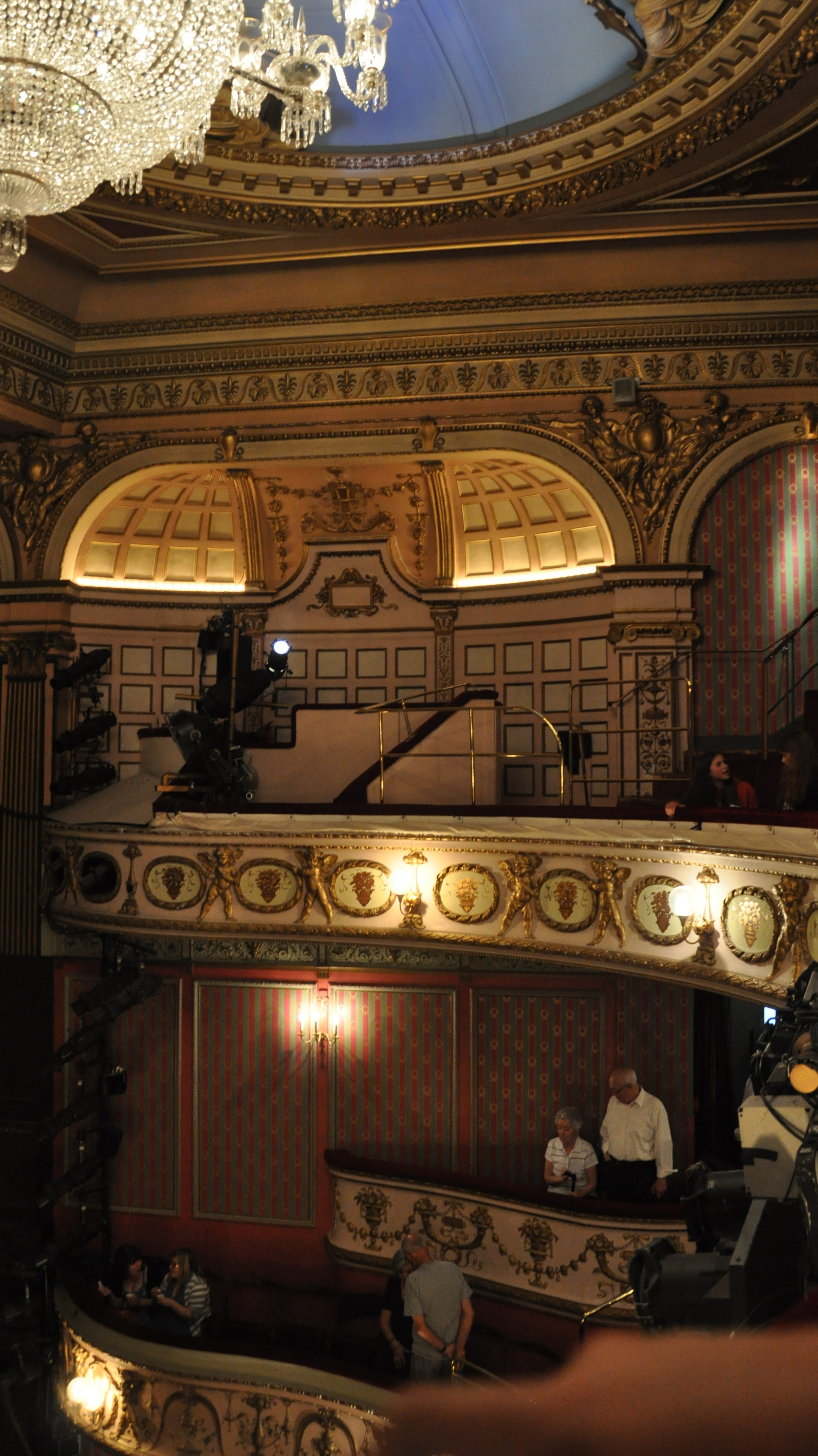
Бельэтаж и ярусы.
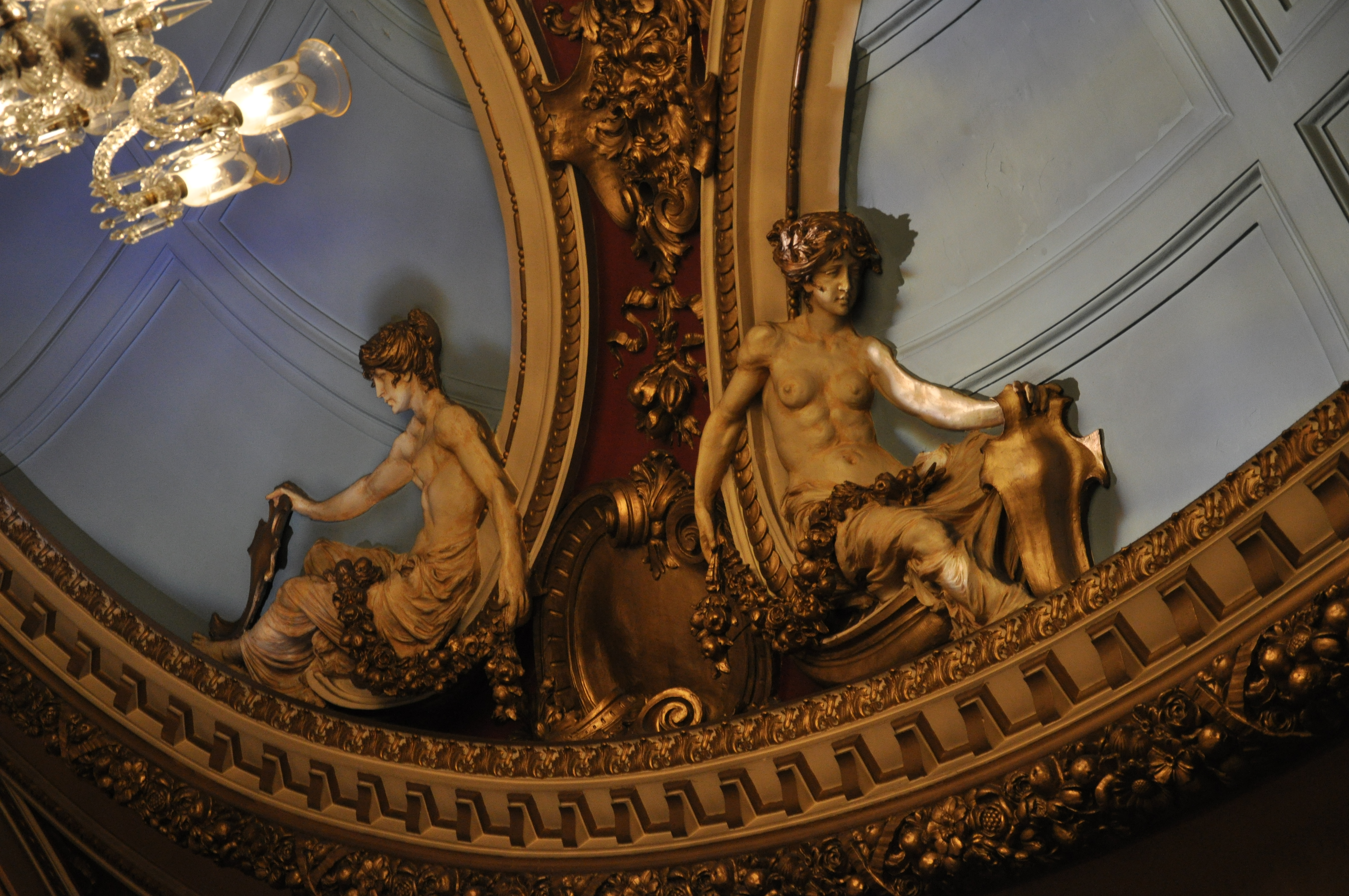
Фрагмент купола зрительного зала.